# Stamp Brooksbank
Stamp Brooksbank (Londres, Reino de Inglaterra; 1694-24 de mayo de 1756) fue un diputado inglés y gobernador del Banco de Inglaterra.
Era el hijo mayor del almacenista y mercero Joseph Brooksbank. Era el heredero del padre de su madre, Richard Stamp, el hermano mayor de Sir Thomas Stamp, alcalde de Londres en 1692. Se convirtió en un exitoso comerciante con Turquía y fue miembro de la New England Company en 1726. Sucedió a su padre en 1726 a Healaugh Manor, cerca de Tadcaster, Yorkshire.
Fue elegido diputado por Colchester en 1727 y por Saltash en 1743, siendo reelegido para el mismo distrito electoral en 1747. Fue director del Banco de Inglaterra de 1728 a 1740 y de 1743 a 1755, como vicegobernador de 1740 a 1741 y como gobernador de 1741 a 1743.
Construyó Hackney House en Clapton en 1732. 
Se casó con Elizabeth (la hija de Joseph Thomson de Hackney y Nonsuch Park) con quien tuvo 3 hijos y 5 hijas.